# نادي الحر
نادي الحُرّ الرياضي هو فريق كرة قدم عراقي مقره في كربلاء، يلعب في الدوري العراقي الدرجة الثانية. أسس سنة 2003.

## روابط خارجية
- نادي الحر على Goalzz.com
- أندية العراق - تواريخ التأسيس